# Cronologia da pandemia de COVID-19 em outubro de 2020
Este artigo documenta a cronologia e epidemiologia do vírus SARS-CoV-2 em outubro de 2020, o vírus que causa a COVID-19 e é responsável pela pandemia de COVID-19. Os primeiros casos humanos da COVID-19 foram identificados em Wuhan, China, em dezembro de 2019.

## Cronologia

### 1 de outubro
O Brasil registrou 36 157 novos casos e 728 novas mortes, elevando o total para 4 847 092 e 144 680, respectivamente; um total de 4 212 772 pacientes se recuperaram.
 A Malásia relatou 260 novos casos, elevando o número total para 11 484. 47 pacientes se recuperaram, elevando o número total de recuperados para 10 014. Há 1 334 casos ativos no país, estando 20 em terapia intensiva e três em suporte ventilatório.
 A Nova Zelândia notificou 12 novos casos (todos importados), elevando o número total para 1 848 (1 492 confirmados e 356 prováveis). Foram registradas três novas recuperações, totalizando 1 770. Existem 53 casos ativos com uma pessoa internada no hospital.
 Portugal registrou 854 novos casos e 6 novas mortes, elevando o total para 76 396 e 1 977, respectivamente; um total de 48 937 pacientes se recuperaram. Há 25 482 casos ativos no país.
 A Ucrânia registrou um novo recorde diário de 4 069 casos confirmados novos casos e 64 novas mortes, elevando o número total para 213 028 e 4 193, respectivamente; um total de 94 398 pacientes se recuperaram.

### 2 de outubro
- Atualização Operacional Semanal da OMS.[6]

 O Brasil registrou 33 431 novos casos e 708 novas mortes, elevando o total para 4 880 523 e 145 388, respectivamente; um total de 4 232 593 pacientes se recuperaram.
 Portugal registrou 888 novos casos e 6 novas mortes, elevando o total para 77 284 e 1 983, respectivamente; um total de 49 359 pacientes se recuperaram. Há 25 942 casos ativos no país.

### 3 de outubro
O Brasil registrou 26 310 novos casos e 599 novas mortes, elevando o total para 4 906 833 e 145 987, respectivamente; um total de 4 248 574 pacientes se recuperaram.
 Portugal registrou 963 novos casos e 12 novas mortes, elevando o total para 78 247 e 1 995, respectivamente; um total de 49 845 pacientes se recuperaram. Há 26 407 casos ativos no país.

### 4 de outubro
O Brasil registrou 8 456 novos casos e 365 novas mortes, elevando o total para 4 915 289 e 146 352, respectivamente; um total de 4 263 208 pacientes se recuperaram, o que corresponde a 86,7% do total de pessoas infectadas.
 Portugal registrou 904 novos casos e 10 novas mortes, elevando o total para 79 151 e 2 005, respectivamente; um total de 50 207 pacientes se recuperaram. Há 26 939 casos ativos no país.

### 5 de outubro
- Atualização Epidemiológica Semanal da OMS.[13]

 O Brasil registrou 11 946 novos casos e 323 novas mortes, elevando o total para 4 927 235 e 146 675, respectivamente; um total de 4 295 302 pacientes se recuperaram.
 Portugal registrou 734 novos casos e 13 novas mortes, elevando o total para 79 885 e 2 018, respectivamente; um total de 50 454 pacientes se recuperaram. Há 27 413 casos ativos no país.

### 6 de outubro
O Brasil registrou 41 906 novos casos e 819 novas mortes, elevando o total para 4 969 141 e 147 494, respectivamente; um total de 4 352 871 pacientes se recuperaram.
 Portugal registrou 427 novos casos e 14 novas mortes, elevando o total para 80 312 e 2 032, respectivamente; um total de 50 712 pacientes se recuperaram. Há 27 568 casos ativos no país.

### 7 de outubro
O Brasil registrou 31 553 novos casos (ultrapassando os 5 milhões de casos confirmados) e 734 novas mortes, elevando o total para 5 000 694 e 148 228, respectivamente; um total de 4 391 424 pacientes se recuperaram.
 Portugal registrou 944 novos casos e 8 novas mortes, elevando o total para 81 256 e 2 040, respectivamente; um total de 51 037 pacientes se recuperaram. Há 28 179 casos ativos no país.

### 8 de outubro
O mundo bate novo recorde de casos de COVID-19 registrados em apenas um dia, com mais de 338 mil casos reportados.
 O Brasil registrou 27 750 novos casos e 729 novas mortes, elevando o total para 5 028 444 e 148 957, respectivamente; um total de 4 414 564 pacientes se recuperaram.
 Portugal registrou 1 278 novos casos e 10 novas mortes, elevando o total para 82 534 e 2 050, respectivamente; um total de 51 517 pacientes se recuperaram. Há 28 967 casos ativos no país.

### 9 de outubro
- Atualização Operacional Semanal da OMS.[23]

 O mundo bate novo recorde de casos de COVID-19 registrados em apenas um dia, com mais de 350 mil casos reportados.
 O Brasil registrou 27 444 novos casos e 682 novas mortes, elevando o total para 5 055 888 e 149 639, respectivamente; um total de 4 433 595 pacientes se recuperaram. A taxa de letalidade da doença no país é de 3%.
 Portugal registrou 1 394 novos casos e 12 novas mortes, elevando o total para 83 928 e 2 062, respectivamente; um total de 52 164 pacientes se recuperaram. Há 29 702 casos ativos no país.

### 10 de outubro
O Brasil registrou 26 749 novos casos e 559 novas mortes, elevando o total para 5 082 637 e 150 198, respectivamente; um total de 4 453 722 pacientes se recuperaram. A taxa de letalidade da doença no país é de 3%.
 Portugal registrou 1 646 novos casos e 5 novas mortes, elevando o total para 85 574 e 2 067, respectivamente; um total de 52 803 pacientes se recuperaram. Há 30 704 casos ativos no país. Foi o número mais alto de casos confirmados em apenas um dia no país desde o início da pandemia, superando os 1 516 casos diários confirmados em 10 de abril.

### 11 de outubro
O Brasil registrou 12 342 novos casos e 290 novas mortes, elevando o total para 5 094 979 e 150 488, respectivamente; um total de 4 470 163 pacientes se recuperaram. A taxa de letalidade da doença no país é de 3%.
 Portugal registrou 1 090 novos casos e 13 novas mortes, elevando o total para 86 664 e 2 080, respectivamente; um total de 53 187 pacientes se recuperaram. Há 31 397 casos ativos no país.

### 12 de outubro
- Atualização Epidemiológica Semanal da OMS.[32]

 O Brasil registrou 8 429 novos casos e 201 novas mortes, elevando o total para 5 103 408 e 150 689, respectivamente; um total de 4 495 269 pacientes se recuperaram.
 Portugal registrou 1 249 novos casos e 14 novas mortes, elevando o total para 87 913 e 2 094, respectivamente; um total de 53 498 pacientes se recuperaram. Há 32 321 casos ativos no país.

### 13 de outubro
O Brasil registrou 10 220 novos casos e 309 novas mortes, elevando o total para 5 113 628 e 150 998, respectivamente; um total de 4 526 975 pacientes se recuperaram. A taxa de letalidade da doença no país é de 3%.
 Portugal registrou 1 208 novos casos e 16 novas mortes, elevando o total para 89 121 e 2 110, respectivamente; um total de 54 047 pacientes se recuperaram. Há 32 964 casos ativos no país.

### 14 de outubro
O Brasil registrou 27 235 novos casos e 749 novas mortes, elevando o total para 5 140 863 e 151 747, respectivamente; um total de 4 568 813 pacientes se recuperaram. A taxa de letalidade da doença no país é de 3%.
 Portugal registrou 2 072 novos casos e 7 novas mortes, elevando o total para 91 193 e 2 117, respectivamente; um total de 54 493 pacientes se recuperaram. Há 34 583 casos ativos no país. Foi o número mais alto de casos confirmados em apenas um dia no país desde o início da pandemia, superando os 1 646 casos diários confirmados em 10 de outubro.

### 15 de outubro
O Brasil registrou 28 523 novos casos e 713 novas mortes, elevando o total para 5 169 386 e 152 460, respectivamente; um total de 4 599 446 pacientes se recuperaram. A taxa de letalidade da doença no país é de 3%.
 Portugal registrou 2 101 novos casos e 11 novas mortes, elevando o total para 93 294 e 2 128, respectivamente; um total de 55 081 pacientes se recuperaram. Há 36 085 casos ativos no país. Foi o número mais alto de casos confirmados em apenas um dia no país desde o início da pandemia, superando os 2 072 casos diários confirmados no dia anterior.

### 16 de outubro
- Atualização Operacional Semanal da OMS.[43]

 A Alemanha registrou 7 334 novos casos, elevando o total para 348 557. Foi o número mais alto de casos confirmados em apenas um dia no país desde o início da pandemia. O país também contabiliza 9 734 mortes pela doença e 284 600 pacientes recuperados.
 O Brasil registrou 30 914 novos casos e 754 novas mortes, elevando o total para 5 200 300 e 153 214, respectivamente; um total de 4 619 560 pacientes se recuperaram. A taxa de letalidade da doença no país é de 3%.
 Portugal registrou 2 608 novos casos e 21 novas mortes, elevando o total para 95 902 e 2 149, respectivamente; um total de 56 066 pacientes se recuperaram. Há 37 687 casos ativos no país. Pelo terceiro dia seguido, foi o número mais alto de casos confirmados em apenas um dia no país desde o início da pandemia, superando os 2 101 casos diários confirmados no dia anterior.

### 17 de outubro
O mundo bate novo recorde de casos de COVID-19 registrados em apenas um dia, com mais de 400 mil casos reportados.
 O Brasil registrou 24 062 novos casos e 461 novas mortes, elevando o total para 5 224 362 e 153 675, respectivamente; um total de 4 635 315 pacientes se recuperaram. A taxa de letalidade da doença no país é de 3%.
 A França registrou 32 427 novos casos e 90 novas mortes, elevando o total para 867 197 e 33 392, respectivamente. Foi o número mais alto de casos confirmados em apenas um dia no país desde o início da pandemia, superando os 25 086 casos diários confirmados no dia anterior.
 A Itália registrou 10 925 novos casos e 47 novas mortes, elevando o total para 402 536 e 36 474, respectivamente. Foi o número mais alto de casos confirmados em apenas um dia no país desde o início da pandemia, superando os 10 010 casos diários confirmados no dia anterior..
 Portugal registrou 2 153 novos casos e 13 novas mortes, elevando o total para 98 055 e 2 162, respectivamente; um total de 57 919 pacientes se recuperaram. Há 37 974 casos ativos no país.

### 18 de outubro
O Brasil registrou 10 982 novos casos e 230 novas mortes, elevando o total para 5 235 344 e 153 905, respectivamente; um total de 4 650 030 pacientes se recuperaram.
 A Itália registrou 11 705 novos casos e 69 novas mortes, elevando o total para 414 241 e 36 543, respectivamente. Foi o número mais alto de casos confirmados em apenas um dia no país desde o início da pandemia, superando os 10 925 casos diários confirmados no dia anterior.
 Portugal registrou 1 856 novos casos e 19 novas mortes, elevando o total para 99 911 e 2 181, respectivamente; um total de 59 000 pacientes se recuperaram. Há 38 730 casos ativos no país.

### 19 de outubro
A Argentina tornou-se o quinto país (após Estados Unidos, Brasil, Índia e Rússia) a superar a marca de 1 milhão de casos confirmados de COVID-19, totalizando 1 002 662 casos e 26 716 mortes.
 O Brasil registrou 15 383 novos casos e 271 novas mortes, elevando o total para 5 250 727 e 154 176, respectivamente; um total de 4 681 659 pacientes se recuperaram. A taxa de letalidade da doença no país diminuiu para 2,9%.
 O Irã registou um novo recorde diário de 337 mortes no país devido à COVID-19, superando a anterior marca de 279. O país ultrapassou as 30 mil mortes e totaliza 534 630 casos confirmados, com 4 251 novos casos diários registrados.
 Portugal registrou 1 949 novos casos e 17 novas mortes, elevando o total para 101 860 e 2 198, respectivamente; um total de 59 966 pacientes se recuperaram. Há 39 696 casos ativos no país.

### 20 de outubro
- Atualização Epidemiológica Semanal da OMS.[59]

 O Brasil registrou 23 227 novos casos e 661 novas mortes, elevando o total para 5 273 954 e 154 837, respectivamente; um total de 4 721 593 pacientes se recuperaram. A taxa de letalidade da doença no país é de 2,9%.
 Portugal registrou 1 876 novos casos e 15 novas mortes, elevando o total para 103 736 e 2 213, respectivamente; um total de 61 898 pacientes se recuperaram. Há 39 625 casos ativos no país.

### 21 de outubro
O Brasil registrou 24 818 novos casos e 566 novas mortes, elevando o total para 5 298 772 e 155 403, respectivamente; um total de 4 756 489 pacientes se recuperaram, o que corresponde a 89,8% do total de pessoas infectadas.
 A Europa registrou um novo recorde semanal de 927 mil casos devido à doença.
 O Irã registou um novo recorde diário de 5 616 casos no país devido à COVID-19. O país totaliza 545 286 casos e 31 346 mortes confirmadas, com 312 novas mortes diárias registradas.
 Portugal registrou 2 535 novos casos e 16 novas mortes, elevando o total para 106 271 e 2 229, respectivamente; um total de 63 238 pacientes se recuperaram. Há 40 804 casos ativos no país.

### 22 de outubro
O Brasil registrou 24 858 novos casos e 497 novas mortes, elevando o total para 5 323 630 e 155 900, respectivamente; um total de 4 779 295 pacientes se recuperaram, o que corresponde a 89,8% do total de pessoas infectadas.
 Portugal registrou 3 270 novos casos e 16 novas mortes, elevando o total para 109 541 e 2 245, respectivamente; um total de 64 531 pacientes se recuperaram. Há 42 765 casos ativos no país. Foi o número mais alto de casos confirmados em apenas um dia no país desde o início da pandemia, superando os 2 608 casos diários confirmados em 16 de outubro.

### 23 de outubro
- Atualização Operacional Semanal da OMS.[69]

 O Brasil registrou 30 026 novos casos e 571 novas mortes, elevando o total para 5 353 656 e 156 471, respectivamente; um total de 4 797 872 pacientes se recuperaram.
 Portugal registrou 2 899 novos casos e 31 novas mortes, elevando o total para 112 440 e 2 276, respectivamente; um total de 65 880 pacientes se recuperaram. Há 44 284 casos ativos no país. Foi o número mais alto de mortes registradas em apenas um dia no país desde abril, quando foram confirmados 37 óbitos no terceiro dia daquele mês.

### 24 de outubro
A Alemanha registrou 49 novos óbitos e superou a marca de 10 mil mortes devido à COVID-19, com 10 003 mortes registradas. O país também registrou um novo recorde diário de 14 714 casos da doença, elevando o total para 418 005.
 O Brasil registrou 26 979 novos casos e 432 novas mortes, elevando o total para 5 380 635 e 156 903, respectivamente; um total de 4 817 898 pacientes se recuperaram, o que corresponde a 89,5% do total de pessoas infectadas.
 Os Estados Unidos registraram um novo recorde diário de 83 757 casos confirmados da doença, totalizando quase 8,5 milhões de infecções. É a primeira vez que o país ultrapassa a marca dos 80 mil casos diários. O país também registra 224 mil mortes devido à COVID-19.
 Portugal registrou 3 669 novos casos e 21 novas mortes, elevando o total para 116 109 e 2 297, respectivamente; um total de 67 842 pacientes se recuperaram. Há 45 970 casos ativos no país. Foi o número mais alto de casos confirmados em apenas um dia no país desde o início da pandemia, superando os 3 270 casos diários confirmados dois dias atrás.

### 25 de outubro
O Brasil registrou 13 493 novos casos e 231 novas mortes, elevando o total para 5 394 128 e 157 134, respectivamente; um total de 4 835 915 pacientes se recuperaram, o que corresponde a 89,7% do total de pessoas infectadas.
 A Hungria registrou um novo recorde diário de 3 149 casos confirmados da doença, totalizando 59 247. O país também registrou 35 novas mortes, elevando o total para 1 425. Há 41 580 casos ativos no país.
 Portugal registrou 2 577 novos casos e 19 novas mortes, elevando o total para 118 686 e 2 316, respectivamente; um total de 68 877 pacientes se recuperaram. Há 47 493 casos ativos no país.

### 26 de outubro
O Brasil registrou 15 726 novos casos e 263 novas mortes, elevando o total para 5 409 854 e 157 397, respectivamente; um total de 4 865 930 pacientes se recuperaram.
 Portugal registrou 2 447 novos casos e 27 novas mortes, elevando o total para 121 133 e 2 343, respectivamente; um total de 69 956 pacientes se recuperaram. Há 48 834 casos ativos no país.

### 27 de outubro
- Atualização Epidemiológica Semanal da OMS.[83]

 O Brasil registrou 29 787 novos casos e 549 novas mortes, elevando o total para 5 439 641 e 157 946, respectivamente; um total de 4 904 046 pacientes se recuperaram, o que corresponde a 90,2% do total de pessoas infectadas.
 A Itália registrou 21 994 novos casos e 221 novas mortes, elevando o total para 564 778 e 37 700, respectivamente. Foi o número mais alto de casos confirmados em apenas um dia no país desde o início da pandemia. O país permanecerá em estado de emergência até 31 de janeiro de 2021.
 Portugal registrou 3 299 novos casos e 28 novas mortes, elevando o total para 124 432 e 2 371, respectivamente; um total de 72 344 pacientes se recuperaram. Há 49 717 casos ativos no país.

### 28 de outubro
O Brasil registrou 28 629 novos casos e 510 novas mortes, elevando o total para 5 468 270 e 158 456, respectivamente; um total de 4 934 548 pacientes se recuperaram, o que corresponde a 90,2% do total de pessoas infectadas.
 A Bósnia e Herzegovina registrou 1 586 novos casos, elevando o total de casos para 16 489, e 26 novas mortes. Foi o número mais alto de casos confirmados em apenas um dia no país desde o início da pandemia.
 A Grécia registrou 1 547 novos casos e 10 novas mortes, elevando o total para 34 299 e 603, respectivamente. Foi o número mais alto de casos confirmados em apenas um dia no país desde o início da pandemia.
 A Índia registrou 43 893 novos casos e 508 novas mortes, elevando o total para 7 990 322 e 120 010, respectivamente. Foi o número mais alto de casos confirmados em apenas um dia na capital do país, Nova Deli, desde o início da pandemia, após registrar 4 853 infetados pela doença.
 Portugal registrou 3 960 novos casos e 24 novas mortes, elevando o total para 128 392 e 2 395, respectivamente; um total de 74 001 pacientes se recuperaram. Há 51 996 casos ativos no país. Foi o número mais alto de casos confirmados em apenas um dia no país desde o início da pandemia, superando os 3 669 casos diários confirmados quatro dias atrás.
 A Sérvia registrou 1 320 novos casos e 5 novas mortes. Foi o número mais alto de casos confirmados em apenas um dia no país desde o início da pandemia.

### 29 de outubro
A Alemanha registrou 16 774 novos casos, elevando o total para 481 013. Foi o número mais alto de casos confirmados em apenas um dia no país desde o início da pandemia. O país também registrou 89 novos óbitos, totalizando 10 272 mortes pela doença e cerca de 339 200 pacientes recuperados.
 O Brasil registrou 26 106 novos casos e 513 novas mortes, elevando o total para 5 494 376 e 158 969, respectivamente; um total de 4 954 159 pacientes se recuperaram, o que corresponde a 90,2% do total de pessoas infectadas.
 O Irã registou um novo recorde diário de 8 293 casos no país devido à COVID-19, superando a anterior marca de 6 968 registrada dois dias atrás, e totaliza 596 941 casos da doença. O país também registrou 399 novas mortes, totalizando 34 113 óbitos desde o início da pandemia.
 Portugal registrou 4 224 novos casos e 33 novas mortes, elevando o total para 132 616 e 2 428, respectivamente; um total de 75 702 pacientes se recuperaram. Há 54 486 casos ativos no país. Foi o número mais alto de casos confirmados em apenas um dia no país desde o início da pandemia, superando os 3 960 casos diários confirmados no dia anterior. Foi também o número mais alto de mortes registradas em apenas um dia no país desde abril, quando foram confirmados 37 óbitos no terceiro dia daquele mês.

### 30 de outubro
- Atualização Operacional Semanal da OMS.[98]

 O Brasil registrou 22 282 novos casos e 508 novas mortes, elevando o total para 5 516 658 e 159 477, respectivamente; um total de 4 966 264 pacientes se recuperaram da doença.
 Portugal registrou 4 656 novos casos e 40 novas mortes, elevando o total para 137 272 e 2 468, respectivamente; um total de 77 449 pacientes se recuperaram. Há 57 355 casos ativos no país. Pelo terceiro dia seguido, foi o número mais alto de casos confirmados em apenas um dia no país desde o início da pandemia, superando os 4 224 casos diários confirmados no dia anterior. Foi também o número mais alto de mortes registradas em apenas um dia no país desde o início da pandemia, superando os 37 óbitos confirmados em 3 de abril. O país também registrou um novo recorde de 1 927 doentes internados, 275 dos quais em unidades de cuidados intensivos.

### 31 de outubro
O Brasil registrou 18 947 novos casos e 407 novas mortes, elevando o total para 5 535 605 e 159 884, respectivamente; um total de 4 972 898 pacientes se recuperaram da doença.
 Portugal registrou 4 007 novos casos e 39 novas mortes, elevando o total para 141 279 e 2 507, respectivamente; um total de 80 280 pacientes se recuperaram. Há 58 942 casos ativos no país. O país registrou um novo recorde de 1 972 doentes internados, 286 dos quais em unidades de cuidados intensivos.